# القوات البحرية الفاطمية
كانت القوات البحرية في الخلافة الفاطمية واحدة من أكثر القوات البحرية الإسلامية تطوراً في وقت مبكر وقوة رئيسية في وسط وشرق البحر الأبيض المتوسط في القرنين العاشر والثاني عشر. كما هو الحال مع السلالة التي خدمتها، فإن تاريخها يقع على مرحلتين. المرحلة الأولى كانت من 909 إلى 969م، عندما كان الفاطميون متمركزين في إفريقية (تونس الحديثة)؛ واستمرت الثانية حتى نهاية الأسرة عام 1171، عندما كان مقرها في مصر. خلال الفترة الأولى، تم استخدام البحرية بشكل رئيسي ضد الإمبراطورية البيزنطية في صقلية وجنوب إيطاليا، حيث حققت نجاحًا متباينًا. وكان أيضًا في المحاولات الفاشلة في البداية لغزو مصر من العباسيين والاشتباكات القصيرة مع الخلافة الأموية في قرطبة.
خلال العقود الأولى التي أعقبت الغزو الفاطمي لمصر في نهاية المطاف عام 969، ظل العدو البحري الرئيسي هو البيزنطيين، لكن الحرب دارت في الغالب على الأرض للسيطرة على سوريا، واقتصرت العمليات البحرية على الحفاظ على السيطرة الفاطمية على المدن الساحلية في مصر وبلاد الشام. انتهت الحرب مع البيزنطيين بعد عام 1000 بسلسلة من الهدنات، وأصبحت البحرية ذات أهمية أكبر مع وصول الصليبيين إلى الأراضي المقدسة في أواخر تسعينيات القرن الحادي عشر.
على الرغم من كونها ممولة ومجهزة بشكل جيد، وواحدة من الأساطيل القليلة الموجودة في ذلك الوقت، إلا أن مجموعة من العوامل التكنولوجية والجغرافية منعت البحرية الفاطمية من تأمين التفوق في البحر، أو اعتراض خطوط الاتصال البحرية للصليبيين مع الغرب وأوروبا. احتفظ الفاطميون بأسطول كبير حتى نهاية النظام تقريبًا، لكن معظم الأسطول وترسانته الكبيرة احترقت أثناء تدمير الفسطاط عام 1169.

## الخلفية: البحر المتوسط في أوائل القرن العاشر

خريطة الصراع البحري العربي البيزنطيني في البحر المتوسط، القرن السابع والعشرين

منذ منتصف القرن السابع، أصبح البحر الأبيض المتوسط ساحة معركة بين القوات البحرية الإسلامية والبحرية البيزنطية. بعد وقت قصير جدًا من غزو بلاد الشام ومصر، قامت الخلافة الناشئة ببناء أسطولها الخاص، وفي معركة الصواري عام 655، حطمت التفوق البحري البيزنطي، وبدأت سلسلة من الصراعات استمرت قرونًا من أجل السيطرة على الممرات المائية في البحر الأبيض المتوسط. مكّن هذا الخلافة الأموية من إطلاق محاولة بحرية كبيرة للاستيلاء على القسطنطينية في 674-678، تلتها حملة برية وبحرية ضخمة أخرى في 717-718، والتي لم تكن ناجحة بنفس القدر. في الوقت نفسه، بحلول نهاية القرن السابع، استولى العرب على شمال أفريقيا البيزنطية (المعروفة بالعربية بإفريقية)، وتأسست تونس عام 700 وسرعان ما أصبحت قاعدة بحرية إسلامية رئيسية. لم يعرض هذا جزر صقلية وسردينيا الخاضعة للحكم البيزنطي وسواحل غرب البحر الأبيض المتوسط للغارات الإسلامية المتكررة فحسب، بل سمح للمسلمين بغزو واحتلال معظم إسبانيا القوطية الغربية منذ عام 711 فصاعدًا.
فترة من التفوق البيزنطي في البحر أعقبت حصار القسطنطينية الفاشل والاختفاء الفعلي للأسطول الإسلامي، حتى استئناف نشاط الغارات الإسلامية في نهاية القرن الثامن، سواء من قبل الأساطيل العباسية في الشرق أو من خلال الأساطيل العباسية في الشرق. على يد دولة الأغالبة الجديدة بإفريقية. ثم، في عشرينيات القرن الثامن، وقع حدثان حطما ميزان القوى الحالي وأعطيا المسلمين اليد العليا. الأول كان الاستيلاء على جزيرة كريت من قبل مجموعة من المنفيين الأندلسيين (حوالي 824/827) وإنشاء إمارة القراصنة هناك، والتي صمدت أمام المحاولات البيزنطية المتكررة لاستعادة الجزيرة. أدى هذا إلى فتح بحر إيجه أمام غارات المسلمين ووضع البيزنطيين في موقف دفاعي. على الرغم من بعض النجاحات البيزنطية مثل نهب دمياط في عام 853، إلا أن أوائل القرن العاشر شهد ارتفاعًا جديدًا في نشاط الإغارة الإسلامية، مع أحداث مثل نهب تسالونيكي في عام 904، وذلك في المقام الأول من قبل أساطيل طرسوس والمدن الساحلية السورية ومصر. الحدث الثاني كان بداية الغزو التدريجي لصقلية من قبل الأغالبة عام 827. وسرعان ما أعقب هبوط المسلمين في صقلية غارات أولى على البر الرئيسي الإيطالي والبحر الأدرياتيكي أيضًا. في عام 902، أكمل الأغالبة غزو صقلية، لكن جهودهم لتأسيس وجودهم في البر الرئيسي لإيطاليا باءت في النهاية بالفشل. على العكس من ذلك، في حين فشل البيزنطيون مرارًا وتكرارًا في وقف الغزو الإسلامي لصقلية، فقد تمكنوا من إعادة فرض سيطرتهم على جنوب إيطاليا.

## نظرة عامة تاريخية
ادعى السلالة الفاطمية النسب من فاطمة ، ابنة محمد بن عبدالله وزوجة علي بن ابي طالب، من خلال إسماعيل، ابن آخر إمام الشيعة المقبول عموما، جعفر الصادق. وكثيراً ما كان هذا الادعاء محل نزاع حتى من قبل معاصريهم، وخاصة من أهل السنة. سرية الأسرة قبل 890 وسلاسل الأنساب المختلفة التي نشرتها الأسرة الحاكمة نفسها لاحقًا تجعل من الصعب على العلماء المعاصرين تقييم الأصل الدقيق للسلالة. ومهما كان أصلهم الحقيقي، فإن الفاطميين كانوا قادة الطائفة الإسماعيلية الشيعية، وكانوا يترأسون حركة، على حد تعبير المؤرخ ماريوس كانارد، "كانت في نفس الوقت سياسية ودينية وفلسفية واجتماعية". والذي توقع أتباعه ظهور المهدي من النبي من خلال علي وفاطمة". وعلى هذا النحو، اعتبروا الخلافة العباسية السنية (والخلافة الأموية في قرطبة) مغتصبة وكانوا مصممين على الإطاحة بهم وأخذ مكانهم على رأس العالم الإسلامي. ولم تكن ادعاءاتهم مسكونية فحسب، بل كانت عالمية أيضًا: فوفقًا لمذهبهم، لم يكن الإمام الفاطمي أقل من تجسيد "الروح العالمية".
تاريخ البحرية الفاطمية يتبع تاريخ الخلافة الفاطمية نفسها، ويمكن تقسيمه تقريبًا إلى فترتين مميزتين: الأولى في 909-969، عندما سيطرت السلالة الفاطمية على إفريقية (تونس الحديثة) وقاتلت في المغرب العربي وصقلية. والثانية في 969-1171، بعد غزوها لمصر، تليها فلسطين، وجزء كبير من سوريا والحجاز. يمكن تقسيم الفترة الأخيرة مرة أخرى إلى فترتين فرعيتين، مع وصول الحملة الصليبية الأولى في عام 1099 كنقطة تحول.

## الفترة الإفريقية (909–969)

### السياق السياسي والاستراتيجي
وصول الفاطميين إلى السلطة في إفريقية. نشاطهم التبشيري في المنطقة، الذي بدأه أبو عبد الله الشيعي عام 893، أتى بثماره بسرعة، وفي عام 909، أطاحوا بسلالة الأغالبة الحاكمة، مما سمح للزعيم الفاطمي بالخروج من مخبأه وإعلان نفسه إمامًا وخليفة. المهدي بالله (حكم  909–934). بالفعل في إعلانه الافتتاحي، ادعى المهدي ولاية "لغزو العالم من الشرق والغرب، وفقًا لوعد الله، من المتمردين الخاطئين". ومنذ البداية، لم يكن يُنظر إلى إفريقية إلا على أنها مقر مؤقت، قبل الزحف شرقًا للإطاحة بالعباسيين. في الوقت نفسه، كانت الدولة الفاطمية الناشئة محاطة بالأعداء، مما استلزم الحفاظ على جيش قوي، وأسطول قادر أيضًا، كخلفاء لمقاطعة الأغالبة في صقلية. خلال الفترة الإفريقية، واجه الفاطميون منافسًا إسلاميًا رئيسيًا يتمثل في الأمويين الأقوياء في قرطبة في الأندلس (إسبانيا الإسلامية). ومع ذلك، على حد تعبير المؤرخ يعقوب ليف، فإن "العداء بين الفاطميين والأمويين الإسبان اتخذ شكل الدعاية والتخريب والحرب بالوكالة" بدلاً من الصراع المباشر، الذي حدث مرة واحدة فقط في تاريخ الدولتين.
كما صبغت الضرورة الأيديولوجية للفاطميين علاقاتهم مع القوة غير الإسلامية الرئيسية في الشرق الأدنى، الإمبراطورية البيزنطية: كما كتب يعقوب ليف، "تأرجحت السياسة الفاطمية تجاه بيزنطة بين اتجاهات متناقضة: سياسة عملية للتعايش، والحاجة إلى ليظهروا كأبطال للجهاد". تم فرض قيود متأصلة بسبب الطقس والتكنولوجيا البحرية المتاحة، بحيث تشكلت الصراعات الفاطمية المبكرة مع بيزنطة في منطقة جنوب إيطاليا حسب الجغرافيا: كانت صقلية قريبة من مقاطعة إفريقية الحضرية الفاطمية، بينما على العكس من البيزنطيين، جنوب إيطاليا. كانت إيطاليا مسرحًا بعيدًا للعمليات، حيث حافظوا على الحد الأدنى من الوجود البحري. أعطى هذا للفاطميين أفضلية في شن حملات بحرية طويلة، وترك زمام المبادرة فعليًا في أيديهم.
يظهر الجانب البحري للحرب ضد البيزنطيين بشكل بارز في قصائد شاعر البلاط الفاطمي الشهير ابن هاني، الذي أشاد بالتحدي الفاطمي الناجح للحكم البحري البيزنطي في منتصف القرن العاشر. ومع ذلك، كان الفاطميون مهتمين بالغارات أكثر من الغزو المباشر، وكانت الأساطيل المشاركة صغيرة، ونادرا ما كان عددها يزيد عن عشرة إلى عشرين سفينة. من ناحية أخرى، فضل البيزنطيون التعامل مع الفاطميين من خلال الدبلوماسية. في بعض الأحيان تحالفوا مع الأمويين في الأندلس، لكنهم سعوا في الغالب إلى تجنب الصراع من خلال التفاوض على الهدنة، بما في ذلك إرسال الجزية في بعض الأحيان. سمح هذا النهج للبيزنطيين بالتركيز على الشؤون الأقرب إلى وطنهم؛ وهكذا، عندما تعرضت إمارة كريت لهجوم بيزنطي في 960-961، اقتصر الفاطميون على الدعم اللفظي للمبعوثين الكريتيين.

### التنظيم
خلال القرون الأولى للإسلام، تم تنظيم أساطيل الخلافة والإمارات المتمتعة بالحكم الذاتي على طول خطوط مماثلة. بشكل عام، تم وضع الأسطول (الأسطول) تحت قيادة "رئيس الأسطول" (رئيس الأسطول) وعدد من الضباط (قواد، مفرد قايد)، لكن كبير الضباط المحترفين كان هو "القائد". قائد البحرية، وكان مسؤولاً عن الأسلحة والمناورات. يتألف الطاقم من البحارة (نواتية، مفرد نوتي)، المجدفين (قذاف)، العمال (ضو الصناعة والميهان)، ومشاة البحرية للقيام بعمليات القتال والإنزال على متن السفن، بما في ذلك الرجال المكلفين بنشر المواد الحارقة (نفاطون). رجال النفتا).
خلال الفترة الإفريقية، كانت القاعدة والترسانة الرئيسية للبحرية الفاطمية هي مدينة المهدية الساحلية. أسسها المهدي بالله عام 916، واستفادت المدينة من الميناء البوني الموجود مسبقًا والمنحوت في الصخر. تم ترميمه من قبل الفاطميين، وكان يتسع لثلاثين سفينة وكان محميًا بأبراج وسلسلة عبر مدخله. يقال إن الترسانة القريبة (دار الصناعة) يمكن أن توفر مأوى لمئتي بدن.
وبصرف النظر عن المهدية، تظهر طرابلس أيضًا كقاعدة بحرية مهمة، بينما في صقلية، كانت العاصمة باليرمو القاعدة الأكثر أهمية. يعزو المؤرخون اللاحقون مثل ابن خلدون والمقريزي إلى المهدي وخلفائه بناء أساطيل ضخمة يبلغ عددها 600 أو حتى 900 سفينة، لكن من الواضح أن هذا مبالغة ويعكس الانطباع الذي احتفظت به الأجيال اللاحقة عن القوة البحرية الفاطمية أكثر من الانطباع الذي احتفظت به الأجيال اللاحقة عن القوة البحرية الفاطمية. الواقع خلال القرن العاشر. في الواقع، المراجع الوحيدة في المصادر شبه المعاصرة حول بناء السفن في المهدية تتعلق بندرة الأخشاب، مما أخر أو حتى أوقف البناء، واستلزم استيراد الأخشاب ليس فقط من صقلية، بل من مناطق بعيدة مثل الهند. .

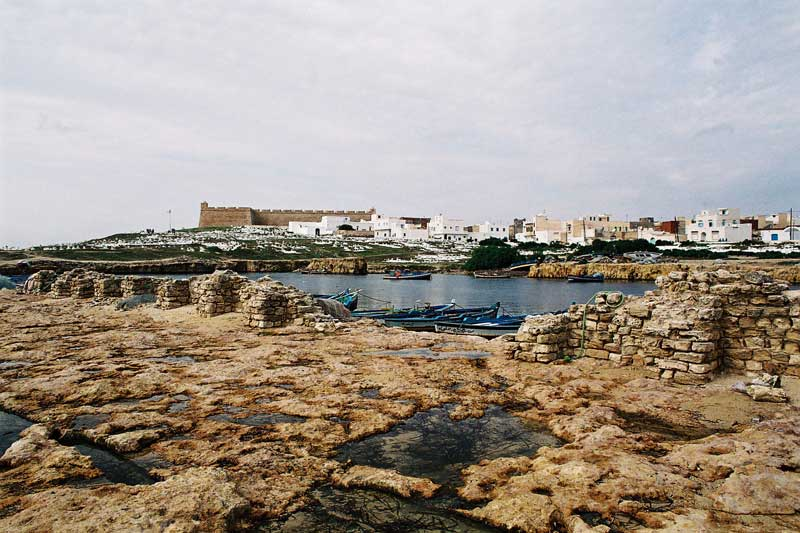
بقايا ميناء المهديا الفاطمي

ويبدو أن والي المهدية - الذي كان يشغله منذ عام 948 هـ/ 949م الحاجب الخصي ورئيس الإدارة جودر - كان يستلزم أيضًا الإشراف على الترسانة والشؤون البحرية بشكل عام. يُطلق على حسين بن يعقوب اسم صاحب البحر (سيد البحر) ومتولي البحر (المشرف على البحر) في المصادر، لكن دوره الدقيق غير واضح. من الواضح أنه كان تابعًا لجودار، ولكن على الرغم من لقبه، لا يبدو أنه كان يقود الأسطول بشكل فعال، وربما كانت مهامه أكثر ارتباطًا بالإدارة أو بناء السفن. نظرًا لتركيز الأنشطة البحرية الفاطمية ضد البيزنطيين في جنوب إيطاليا، يبدو أن القيادة الفعلية للأسطول كانت في أيدي حاكم صقلية.
هيكل البحرية في الرتب الدنيا غامض بنفس القدر. استنادًا إلى توزيع السجناء الذين تم أسرهم قبالة رشيد عام 920، يبدو أنه تم تجنيد الطواقم في صقلية وموانئ طرابلس وبرقة، بينما كان الجزء الأكبر من القوات المقاتلة يتكون من بربر كتامة - الداعمين الرئيسيين للفاطميين. النظام – والزويلة، الأفارقة السود (السودان) الذين تم تجنيدهم في الجيش الفاطمي. وكما يعلق يعقوب ليف، قد يوفر هذا بعض التبصر في الأداء الضعيف عمومًا للأساطيل الفاطمية في السنوات الأولى للنظام: كان كتامة مخلصين ولكنهم يفتقرون إلى الخبرة في البحر، في حين أن الطواقم، التي تم اختيارها من السكان البحريين الخاضعين حديثًا للسيطرة الفاطمية، كانت غير موثوقة سياسيا. علاوة على ذلك، يبدو أن جودة الأطقم البحرية تأثرت لأن التجنيد في البحرية كان قسريًا ولا يحظى بشعبية. كما أنها تميل أيضًا إلى التأثير في الغالب على الطبقات الدنيا، ومن بينهم، كما يلخص ليف، "[كانت] البحرية محتقرة وكانت الخدمة البحرية تعتبر كارثة".

### العمليات البحرية

#### الإجراءات المبكرة
الأصل الدقيق للأسطول الفاطمي الأول غير معروف، ولكن من المحتمل أن الفاطميين المنتصرين استولوا فقط على ما يمكنهم العثور عليه من السفن الأغالبة. أول ذكر للبحرية الفاطمية حدث في عام 912/3، عندما تم إرسال 15 سفينة ضد طرابلس، التي تمردت على الحكم الفاطمي، لكنها هُزمت على يد سفن سكان طرابلس. في العام التالي، 913/4، قام حاكم صقلية، الذي رفض أيضًا الحكم الفاطمي، أحمد بن زيادة الله بن قربوب، بمداهمة السفن الفاطمية وإحراقها في مرسىها في لمطة، لكنه هُزم بعد فترة وجيزة في معركة بحرية على يد الفاطميين. الأسطول الفاطمي المتبقي، وهو الحدث الذي أدى بعد فترة وجيزة إلى نهاية حكمه على صقلية واستعادة الحكم الفاطمي على الجزيرة.

#### محاولات غزو مصر
كانت أول رحلة خارجية كبرى للبحرية الفاطمية أثناء المحاولة الأولى لغزو مصر تحت قيادة أبو القاسم، الخليفة المستقبلي القائم بأمر الله (حكم 934–946) في 914–915. أفاد ابن خلدون، متبعًا كاتب القرن الثالث عشر ابن العبار، أن الغزو بأكمله كان بحرًا، ويضم 200 سفينة، ولكن وفقًا ليعقوب ليف، فإن هذا "غير مدعوم بمصادر أخرى ويبدو الرقم مبالغًا فيه للغاية". ومن ناحية أخرى، فمن المؤكد أن أبو القاسم تلقى تعزيزات بحرية أثناء الحملة، ونزل في الإسكندرية. لكن الحاكم المحلي تاكين الخزري هزم الفاطميين في الجيزة، وأدى وصول القائد العباسي مؤنس المظفر في أبريل 915 إلى طرد الفاطميين من البلاد بالكامل. وكان المكسب الوحيد للبعثة هو برقة، وهي قاعدة مفيدة للعمليات المستقبلية ضد مصر.
على الرغم من إبرام اتفاقية سلام مقابل الجزية السنوية في العام السابق، إلا أنه في عام 918، شن الفاطميون هجومهم الأول على البيزنطيين، واستولوا على ريجيون في الطرف الجنوبي من كالابريا. ومع ذلك، ظل التركيز الرئيسي لأنشطتهم لبعض الوقت بعد ذلك في الشرق ومحاولاتهم للحلول محل العباسيين. في 919-921، قاد أبو القاسم غزوًا آخر لمصر، بمساعدة أسطول مكون من 60 إلى 100 سفينة. مرة أخرى استولى الفاطميون على الإسكندرية وواحة الفيوم أيضًا، لكن مؤنس منعهم من الاستيلاء على الفسطاط. تم منع أسطولهم من دخول فرع رشيد من النيل من قبل أسطول طرسوس تحت قيادة ثمال الدلافي، وفي 12 مارس، بالقرب من أبو قير، ألحق ثمال هزيمة ساحقة بالأسطول الفاطمي. قُتل أو أُسر معظم الطواقم الفاطمية. في ربيع عام 921، استعاد ثمال وأسطوله الإسكندرية، التي استولى عليها الفاطميون عام 919. ثم تقدم مؤنس نحو الفيوم، مما أجبر الفاطميين على التراجع فوق الصحراء.

#### الحملات في جنوب إيطاليا ومتمرد أبو يزيد

خريطة جنوب إيطاليا في القرن العاشر. المقاطعات البيزنطية (المواضيع) باللون الأصفر، والإمارات اللومباردية بألوان أخرى.

بعد إحباطهم في مصر، ظل الفاطميون نشطين في غرب البحر الأبيض المتوسط. في عام 922/3، استولت رحلة استكشافية مكونة من 20 سفينة بقيادة مسعود الفاتي على قلعة سانت أجاثا بالقرب من ريجيون، بينما في ربيع عام 925، تم نقل جيش كبير بقيادة جعفر بن عبيد إلى صقلية في العام السابق. في العام التالي، أغار على بروزانو بالقرب من ريدجو، قبل الإبحار لنهب أوريا في بوليا. تم أسر أكثر من 11000 سجين، واستسلم القائد البيزنطي المحلي والأسقف كرهائن مقابل دفع الجزية. في سبتمبر، عاد الحاجب منتصرًا إلى المهدية في 3 سبتمبر 915. وفي عام 924، أجرى الفاطميون أيضًا اتصالات مع مبعوثي القيصر البلغاري سمعان. طلب سمعان، الذي كان يفكر في مهاجمة القسطنطينية نفسها، المساعدة البحرية الفاطمية. بعد إبلاغهم بالمفاوضات بعد الاستيلاء على سفينة تحمل المبعوثين البلغاريين والعرب العائدين إلى سمعان، سارع البيزنطيون إلى تجديد اتفاقية السلام لعام 917، بما في ذلك دفع الجزية.
استؤنفت الحرب مع البيزنطيين في عام 928. وفي مايو من ذلك العام، قاد والي القيروان صابر الفتى أسطولًا مكونًا من 44 سفينة أُرسلت من إفريقية إلى صقلية. هاجم الفاطميون منطقة تسمى الغيران (الكهوف) في بوليا، وشرعوا في نهب مدينتي تارانتو وأوترانتو. وأجبرهم تفشي المرض على العودة إلى صقلية، لكن صابر قاد أسطوله بعد ذلك إلى البحر التيراني، مما أجبر ساليرنو ونابولي على افتداء نفسيهما بالمال والأقمشة المطرزة الثمينة. في عام 929، هزم بأربع سفن البيزنطيين المحليين ستراتيجوس في البحر الأدرياتيكي، على الرغم من أن الأخير كان لديه سبع سفن تحت إمرته، وأقال تيرمولي. عاد إلى المهدية في 5 سبتمبر 930 محملاً بـ 18000 سجين. على الرغم من أن الفاطميين خططوا لهجوم بحري جديد وأكبر ضد البيزنطيين في إيطاليا، فقد تم التوصل إلى هدنة أخرى في 931/2، والتي تم الالتزام بها لعدة سنوات، على الرغم من تدخل البيزنطيين إلى جانب الانتفاضة المناهضة للفاطميين في صقلية في عام 931/2. 936/7. في 934-935، قاد يعقوب بن إسحاق التميمي غارة أخرى، قيل إنها ضمت 30 سفينة، على المياه الإيطالية. تم نهب جنوة، بينما تمت مداهمة سردينيا وكورسيكا.
في 943-947، تعرض الحكم الفاطمي للتهديد بسبب ثورة أبو يزيد، التي اقتربت في بعض الأحيان من الإطاحة بالسلالة الحاكمة. كان غياب أسطول المتمردين يعني أن البحرية الفاطمية لعبت دورًا محدودًا، ولكنه حاسم، في نقل الإمدادات إلى المهدية عندما حاصرها المتمردون. مستغلين الاضطرابات، استولى القراصنة على بلدة سوسة، وتحالفوا مع المتمردين. تضمنت المحاولة الفاطمية الأولى لاستعادتها عام 945/6 قوات تحملها سرب من سبع سفن، لكنها باءت بالفشل؛ نجحت المحاولة الثانية بعد فترة وجيزة، بأسطول من ست سفن تحت قيادة يعقوب التميمي وبالتنسيق مع هجوم بري، في استعادة المدينة.
في هذه الأثناء، اندلعت انتفاضة أخرى ضد الحكم الفاطمي في صقلية، حيث اعتبر الحاكم المحلي ضعيفًا تجاه البيزنطيين، مما سمح للأخيرين بالتوقف عن دفع الجزية المتفق عليها مقابل الهدنة. بعد انتهاء ثورة أبي يزيد، قمعها الوالي الفاطمي الحسن الكلبي في ربيع عام 947. وفي عام 949، شكل البيزنطيون والأمويون حلفًا ضد الفاطميين، وشنوا عليهم هجومًا من شقين: بينما البيزنطيون بعد أن جمع الأمويون قواتهم للتحرك ضد صقلية، استولى الأمويون على طنجة عام 951. وتم تجميع قوات برية وبحرية كبيرة في صقلية عام 950، وفي مايو 951، هبط الفاطميون في كالابريا وهاجموا بعض القلاع البيزنطية دون نجاح، وغادروا بعد دفع مبلغ من المال. الجزية بمجرد اقتراب الجيش البيزنطي من المدينة. على الرغم من أن الفاطميين استولوا على قائد البحرية البيزنطية المحلي وسفينته الرائدة، إلا أن البعثة عادت إلى صقلية لقضاء الشتاء، الأمر الذي أثار غضب الخليفة المنصور بنصر الله (حكم من 946 إلى 953). في العام التالي، بعد انتصار الفاطميين في جيراس، أرسل البيزنطيون سفارة أخرى، وتوقفت الأعمال العدائية مرة أخرى.

#### الصراع مع الأمويين والفتح النهائي لصقلية
في عام 955، توترت العلاقات بين الفاطميين والأمويين لفترة طويلة وعدائية، وتوترت عندما اعترضت سفينة تجارية أندلسية سفينة تجارية أندلسية لقارب بريد فاطمي كان يبحر من صقلية إلى المهدية. خوفًا من تنبيه القراصنة الفاطميين، لم يقم الأندلسيون بإزالة دفتها فحسب، بل أخذوا معها الحقيبة التي تحتوي على الرسائل التي كانت تحملها. رداً على ذلك، أمر الخليفة الفاطمي الجديد المعز لدين الله (حكم 953–975) الحسن الكلبي بملاحقته، لكنه لم يتمكن من اللحاق بالسفينة قبل وصولها إلى ميناء ألميريا. وبدون تردد، أخذ الحسن سربه إلى الميناء ونهبه وأحرق الترسانة والسفن الأموية الراسية هناك، وعاد إلى إفريقية. رد الأمويون بإرسال الأدميرال غالب السقلابي بأسطول من 70 سفينة إلى إفريقية. أغار الأسطول الأموي على ميناء الخرز وضواحي السوسنة وطبرقة.
تفيد المصادر الفاطمية أن الأمويين اقترحوا عملاً مشتركًا مع بيزنطة، ولكن على الرغم من إرسال قوة استكشافية بقيادة ماريانوس أرغيروس إلى إيطاليا، إلا أنها انشغلت بقمع الثورات المحلية بدلاً من إشراك الفاطميين، وعرض المبعوثون البيزنطيون تجديد وتمديد الهدنة القائمة. . لكن المعز قرر فضح تعاون الأمويين مع العدو الكافر وتقليد إنجازات والده، فرفض. أرسل الخليفة المزيد من القوات إلى صقلية تحت قيادة الحسن الكلبي وشقيقه عمار بن علي الكلبي. أفاد المسؤول الفاطمي قاضي النعمان أنه في البداية، تعرض الأسطول البيزنطي لهزيمة شديدة في مضيق ميسينا، وأن الفاطميين نهبوا كالابريا، وعندها زار ماريانوس أرغيروس بلاط الخليفة ورتب لتجديد الهدنة. في عام 957، أغار البيزنطيون بقيادة الأميرال باسل على تيرميني بالقرب من باليرمو، وتكبد الحسن خسائر فادحة في عاصفة قبالة مازارا، مما أدى إلى تشتيت أسطوله وقتل العديد من أفراد الطاقم. ثم هاجم البيزنطيون الناجين ودمروا 12 سفينة. فشلت محاولة أخرى من قبل أرغيروس لتجديد الهدنة في خريف 957، ولكن بعد تحطم الأسطول الفاطمي مرة أخرى في عاصفة قُتل فيها عمار، قبل المعز المقترحات البيزنطية لتجديد الهدنة لمدة خمس سنوات في 958.
استمرت الهدنة مع الإمبراطورية البيزنطية على الرغم من الحملة البحرية الضخمة التي أطلقتها بيزنطة عام 960 لاستعادة جزيرة كريت. ناشد العرب الكريتيون المساعدة لكل من الفاطميين والإخشيديين في مصر. كتب المعز إلى الإمبراطور البيزنطي، رومانوس الثاني، يهدد فيه بالانتقام إذا لم يتم استدعاء الحملة، وحث حاكم مصر، أبو المسك كافور، على توحيد القوات البحرية في برقة في مايو 961 وبدء العمل المشترك. . إذا رفض كافور، ادعى الفاطميون أنهم سيبحرون بمفردهم. رفض كافور، الذي كان متشككًا في النوايا الفاطمية، التعاون مع المخططات الفاطمية، ومن المحتمل جدًا أن اقتراح المعز كان منذ البداية لفتة محسوبة تهدف في الغالب إلى الاستهلاك العام في الحرب الدعائية مع العباسيين السنة. حيث يحاول المعز تقديم نفسه على أنه بطل الجهاد ضد الكفار. في حالة عدم حصول الكريتيين على أي مساعدة من بقية العالم الإسلامي، وسقوط عاصمتهم تشانداكس بعد حصار دام عشرة أشهر في مارس 961.
بينما كان البيزنطيون يركزون طاقاتهم في الشرق، بحلول عام 958، أكمل القائد الفاطمي جوهر الصقيلي غزوه لشمال إفريقيا باسم المعز، ووصل إلى شواطئ المحيط الأطلسي. تم هزيمة منافسي الفاطميين، الإدريسيين، وتم تقليص الأمويين إلى موقع استيطاني واحد، سبتة. سمح هذا النجاح للفاطميين بتحويل اهتمامهم الكامل إلى صقلية، حيث قرروا تقليص المعاقل البيزنطية المتبقية. بدأ الهجوم الفاطمي بتاورمينا، التي تمت استعادتها عام 962، بعد حصار طويل. ردًا على ذلك، أرسل البيزنطيون قوة استكشافية أخرى بهدف استعادة صقلية عام 964. لكن المحاولة البيزنطية لإغاثة روميتا هُزمت بشدة، ودمر الحاكم الفاطمي أحمد بن الحسن الكلبي أسطول الغزو في معركة روميتا. المضيق في أوائل عام 965، باستخدام غواصين مجهزين بأجهزة حارقة مملوءة بالنيران اليونانية. استسلمت روميتا بعد فترة وجيزة، وبذلك انتهى الغزو الإسلامي لصقلية بنجاح، بعد ما يقرب من قرن ونصف من الحرب. أدى هذا إلى قيام البيزنطيين بطلب هدنة مرة أخرى في عام 966/7. تم منح الهدنة، حيث كان الفاطميون في خضم مشروعهم الأعظم: الفتح النهائي لمصر. بالفعل في 965/6، بدأ المعز في تخزين المؤن والاستعداد لغزو جديد لمصر. وفي عام 968/9، تم استدعاء أحمد الكلبي مع عائلته وممتلكاته، ليقود العنصر البحري في الحملة المصرية. وصل أحمد ومعه 30 سفينة إلى طرابلس، لكنه سرعان ما مرض ومات.

## فترة مصر (969-1171)

### الخلفية: البحرية في مصر الإسلامية الأولى
كانت مصر قاعدة لبحرية كبيرة بالفعل في الفترة الإسلامية المبكرة، وكان معظم أفرادها من المسيحيين المصريين الأصليين (الأقباط)، حيث لم يكن لدى العرب أنفسهم سوى القليل من الذوق للبحر. شهد الأسطول المصري في وقت متأخر من عام 736 هجومًا (فاشلًا) على الأراضي البيزنطية، ولكن بعد عودة الأسطول البيزنطي في أعقاب الحصار العربي الكارثي الثاني للقسطنطينية، الهزيمة الساحقة للأسطول المصري في معركة كيراميا عام 746. ، ومع اضطرابات الثورة العباسية، بدأت فترة من الإهمال. لم تبدأ الجهود المتضافرة لإعادة إنشاء قوة بحرية ذات مصداقية إلا بعد نهب دمياط عام 853 على يد الأسطول البيزنطي، الأمر الذي دفع السلطات العباسية إلى التحرك. يزعم مؤرخ القرن الخامس عشر المقريزي أن الأسطول المصري شهد نهضة جعلته قوة قتالية فعالة، لكن الأحكام العلمية الحديثة لسجل خدمة البحرية المصرية تحت حكم الطولونيين (868-905) أكثر حذرًا، و من الشائع أن مصر تفاخرت مرة أخرى بمؤسسة بحرية قوية فقط بعد سيطرة الفاطميين على البلاد.

### السياق السياسي والاستراتيجي

#### حتى منتصف القرن الحادي عشر: بيزنطة والصراعات الإقليمية
خلال الفترة المصرية المبكرة للخلافة الفاطمية، ظل العدو الخارجي الرئيسي، كما هو الحال في الفترة الإفريقية، هو الإمبراطورية البيزنطية. تزامن الفتح الفاطمي لمصر مع التوسع البيزنطي في شمال سوريا: استولى البيزنطيون على طرسوس وقبرص عام 965، وتم احتلال أنطاكية عام 969. إلى جانب سقوط الإمارة الكريتية، أشارت هذه الأحداث إلى التحول الكامل في المجال البحري. التوازن لصالح البيزنطيين، الذين كانوا يتوسعون باستمرار على حساب المسلمين. ترددت أصداء النجاحات البيزنطية في جميع أنحاء العالم الإسلامي: فبينما وصل المتطوعون من مناطق بعيدة مثل خراسان للقتال في الجهاد، طالب السكان حكامهم باتخاذ إجراء، الذين اعتبروهم سلبيين للغاية.
واستنادًا إلى شرعيتهم على مناصرتهم للقتال ضد الكفار، استغل الفاطميون هذه الحماسة لأغراضهم الخاصة، لكن محاولتهم الأولى لطرد البيزنطيين من أنطاكية باءت بالفشل في عام 971. وأعقب ذلك سلسلة من غزوات القرامطة تحت قيادة آل علي. حسن الأعصم الذي أخرج الفاطميين من جنوب سوريا وفلسطين بل وهدد سيطرتهم على مصر؛ لم يتم هزيمة القرامطة حتى عام 978 وترسخت السلطة الفاطمية بقوة على جنوب بلاد الشام. استمر التنافس مع البيزنطيين، مع محاولات فاشلة للإمبراطور البيزنطي جون الأول تزيمسكيس (حكم من 969 إلى 976) للاستيلاء على موانئ طرابلس وبيروت، وجولة طويلة من الحرب في 992-998 للسيطرة على إمارة الحمدانية. حلب. وأعقب ذلك إبرام هدنة مدتها عشر سنوات في عام 999/1000، والتي، على الرغم من التنافس المستمر على حلب والخلافات العرضية، تم تجديدها مرارًا وتكرارًا إيذانًا بفترة من العلاقات السلمية وحتى الودية التي استمرت لعقود من الزمن، ولم تنقطع إلا لفترة وجيزة. الحرب على لاودكية في وقت ما بين 1055 و1058.
في سياق هذه الحملات ضد بيزنطة، لعب العنصر البحري دورًا محدودًا نسبيًا، حيث كانت هناك حملات عرضية تليها فترات طويلة من عدم النشاط. كان هذا نتيجة لعودة القوة العسكرية البيزنطية خلال منتصف القرن العاشر، بالإضافة إلى الظروف الجغرافية الجديدة التي عملت فيها البحرية الفاطمية: على عكس إفريقية وصقلية، تم فصل مصر عن أقرب الشواطئ البيزنطية بمسافات طويلة. من البحر المفتوح. كان الانشغال البحري الرئيسي للفاطميين هو تأمين السيطرة على المدن الساحلية في فلسطين وسوريا - عسقلان، ويافا، وعكا، وصيدا، وصور، وبيروت، وطرابلس - والتي اعتمد عليها الحكم الفاطمي في المنطقة إلى حد كبير، نظرا لانعدام الأمن البري. الطرق بسبب الثورات المستمرة ونهب القبائل البدوية. بينما كانت مدن الساحل الشمالي السوري في أيدي البيزنطيين، نجح الفاطميون بشكل عام في الحفاظ على سيطرتهم على ما تبقى، سواء ضد الهجمات البيزنطية أو ضد محاولات أمراء الحرب السوريين المحليين للانفصال عن السيطرة الفاطمية.
بعد إقامة علاقات سلمية مع البيزنطيين في مطلع القرن الحادي عشر، يبدو أن البحرية الفاطمية قد ضمرت، وربما أخذ مكانها قراصنة برقة، الذين حافظ الفاطميون على علاقات جيدة معهم حتى ج. 1051/2. في عام 1046، أفاد الرحالة الفارسي ناصر خسرو في كتابه سفرنامة أنه رأى بقايا سبع سفن ضخمة تابعة لبحرية المعز في القاهرة.

#### أواخر القرن الحادي عشر حتى نهاية الدولة الفاطمية: عصر الحروب الصليبية
منذ الثلث الثاني من القرن الحادي عشر، بدأت السلالة والدولة الفاطمية في التدهور. خلال فترة حكم المستنصر بالله الطويلة (حكم من 1036 إلى 1094)، اقترن عدم الاستقرار السياسي بالانتفاضات العسكرية مما أدى إلى الإطاحة بالسلالة الحاكمة تقريبًا؛ فقط إنشاء نظام شبه دكتاتوري في عهد الوزير بدر الجمالي هو الذي أنقذ النظام الفاطمي، على حساب تسليم الخليفة سلطاته إلى وزراءه.
بحلول سبعينيات القرن العاشر، أدت المشاكل الداخلية ووصول السلاجقة إلى بلاد الشام إلى انهيار السلطة الفاطمية في سوريا. فقط المدن الساحلية عسقلان وعكا وصيدا وصور وبيروت بقيت في أيدي الفاطميين. وقد حاول بدر الدفاع عن هذه الممتلكات بالتحديد، والتي شكلت قاعدة السلطة التي سمحت له بالاستيلاء على السلطة في القاهرة. مع فشل محاولات بدر لاستعادة المناطق الداخلية من سوريا، وجد الفاطميون أنفسهم الآن منفصلين عن خصمهم القديم، الإمبراطورية البيزنطية، من خلال مناطق السلاجقة. سوف ينقلب هذا الوضع الاستراتيجي المتغير تمامًا مرة أخرى مع وصول الحملة الصليبية الأولى في عام 1098.
في ذلك الوقت، ظل الفاطميون قادرين على تشكيل قوة بحرية كبيرة وممولة بشكل جيد ومنظمة بشكل جيد. وكما يشير المؤرخ البحري جون بريور، في عصر كانت فيه الجمهوريات البحرية الإيطالية تجمع أساطيلها على أساس مخصص، كانت مصر الفاطمية واحدة من ثلاث دول فقط في البحر الأبيض المتوسط أو بقية أوروبا - إلى جانب بيزنطة وإيطاليا. مملكة صقلية النورماندية – للحفاظ على قوة بحرية دائمة.
في حين أن الدول الصليبية في بلاد الشام نفسها كانت تفتقر إلى البحرية وكانت تعتمد على المساعدة البحرية من البيزنطيين أو الجمهوريات البحرية الإيطالية، التي توترت العلاقات معها في كثير من الأحيان، فقد اجتمعت عدة عوامل للحد من فعالية البحرية الفاطمية ضد الصليبيين. وهكذا لم يواجه الفاطميون قوة بحرية واحدة، بل عدة قوى بحرية مسيحية، من بيزنطة إلى الجمهوريات البحرية الإيطالية وممالك أوروبا الغربية. كانت مصر في حد ذاتها تفتقر إلى الوسائل المادية والقوى البشرية لدعم قوة بحرية دائمة كبيرة بما يكفي للتغلب عليها، مما أجبر الفاطميين على العمل من موقع الدونية العددية. يشير المؤرخ ويليام هامبلين إلى أنه حتى لو هزم الفاطميون أسطولًا واحدًا في عام واحد، فقد "يجدون أنفسهم في مواجهة أسطول البندقية أو الإسكندنافي أو البيزنطي بنفس القوة في العام التالي"، في حين أن "الهزيمة البحرية للفاطميين تمثل خسارة كبيرة". والتي قد تستغرق عدة سنوات ونفقات كبيرة لاستبدالها". يشدد يعقوب ليف أيضًا على أن التكتيكات البحرية البيزنطية والمسلمة في تلك الفترة حثت على الحذر، وأنه، كما تعترف الدراسات الحديثة، "لم تتمكن أساطيل القوادس من تحقيق التفوق البحري والسيطرة على البحر بالمعنى الحديث". كان نصف القطر التشغيلي للأساطيل الفاطمية المتمركزة في مصر محدودًا أيضًا بسبب الإمدادات التي يمكن أن تحملها على متنها - خاصة المياه (انظر أدناه) - وأنماط الملاحة في البحر الأبيض المتوسط، مما يعني أنهم لم يتمكنوا أبدًا من الرد على البحر المسيحي. القوى البحرية في مياهها الداخلية أو بنجاح في اعتراض الممرات الملاحية المؤدية إلى بلاد الشام.
علاوة على ذلك، اعتمدت الإستراتيجية البحرية الفاطمية خلال الحروب الصليبية على السيطرة على المدن الساحلية في بلاد الشام، لكنها كانت عرضة للهجوم من المناطق النائية التي سيطر عليها الصليبيون. لم يقتصر الأمر على أن الموارد المحدودة التي كانت لدى الفاطميين في فلسطين كانت بالضرورة مقسمة بين هذه المدن، مما قلل من فعاليتها، ولكن الجزء الأكبر من البحرية الفاطمية، التي كانت متمركزة في مصر، تعرضت لضغوط شديدة للرد بفعالية وفي الوقت المناسب. أي تهديد. وبحسب هامبلين، استغرق الأمر في المتوسط شهرين من بداية الحصار على إحدى المدن الساحلية حتى تم إبلاغ الفاطميين، وحشدوا قواتهم البحرية وجيشهم، ووصل الأخير إلى عسقلان جاهزًا للعمل. بحلول تلك المرحلة، يشير هامبلين، إلى أن "معظم عمليات الحصار إما اكتملت بنجاح أو تم التخلي عنها". وهكذا فإن كل خسارة لمدينة تقوي قوة الصليبيين بينما تضعف الفاطميين. وكان العيب الآخر هو حقيقة أن الرياح السائدة في المنطقة كانت جنوبية، ويمكن أن تسبب تأخيرًا كبيرًا لأي أسطول مصري يتم إرساله إلى فلسطين.
ظلت البحرية الفاطمية موجودة حتى تم تدمير ترسانتها في نوفمبر 1168، عندما أشعل الوزير شاور النار في الفسطاط لمنع سقوطها في أيدي الصليبيين تحت قيادة أمالريك القدس. على الرغم من بقاء عدد قليل من السفن على قيد الحياة، يبدو أن مصر ظلت فعليًا بدون أسطول بعد ذلك، حيث اضطر صلاح الدين إلى إعادة تأسيسه من الصفر في عام 1176/7.

### التنظيم
قبل الاستيلاء الفاطمي على السلطة، كانت الترسانة الرئيسية والقاعدة البحرية في مصر موجودة في العاصمة الداخلية للفسطاط، وتحديدًا في جزيرة الجزيرة، الواقعة بين الفسطاط والجيزة. أفاد جغرافيو العصور الوسطى عن وجود العديد من السفن في الفسطاط، لكن المدينة لم يكن بها ميناء حقيقي؛ وبدلاً من ذلك، تم استخدام شاطئ النيل الذي يبلغ طوله 6 كيلومترات (3.7 ميل) كمرسى. بعد تأسيس القاهرة، تم بناء ترسانة جديدة في ميناء المقصد غرب القاهرة على يد العزيز، لكن ترسانة الجزيرة القديمة استمرت في الاستخدام، خاصة للأغراض الاحتفالية، حتى تم نقل الترسانة الرئيسية إلى القاهرة. الفسطاط من ج. 1120 على. كان موقع قاعدة الأسطول الرئيسية في الداخل يحميها من الغارات البحرية، بينما أتاحت شبكة قنوات دلتا النيل للأسطول سهولة الوصول إلى البحر الأبيض المتوسط وموانئ الإسكندرية ودمياط المهمة، والتي تم ذكرها أيضًا كمواقع للترسانات. وبالمثل، على السواحل الفلسطينية والسورية، كانت مدن الموانئ المحلية مراكز بحرية مهمة، لكن المعلومات حول مدى الوجود البحري الفاطمي أو تشغيل الترسانات هناك تكاد تكون معدومة. وفقًا للكاتب أحمد القلقشندي من أوائل القرن الخامس عشر، احتفظ الفاطميون أيضًا بثلاث إلى خمس سفن في البحر الأحمر لحماية التجارة وحركة الحجاج، وكانت قواعدهم في السويس وإيداب. لا يبدو أن هذا مدعومًا بمصادر معاصرة، وكما يشير يعقوب ليف، "بالنظر إلى طول البحر الأحمر والنطاق المحدود للقوادس، فإن وجود مثل هذا السرب الصغير لم يكن له معنى عملي يذكر". ويبدو أن الفاطميين لم يحتفظوا بمؤسسة بحرية دائمة في البحر الأحمر، بل استخدموا سفنًا حربية هناك على أساس مخصص.
يسجل القلقشندي أيضًا أن الأسطول الفاطمي في وقت الحروب الصليبية كان يتكون من 75 قادسًا و10 سفن نقل كبيرة، في حين أن التقديرات الحديثة المختلفة قد وضعت قوة البحرية الفاطمية عند 75-100 قوادس و20 سفينة نقل من أنواع الحملات والمسطحات. كما يشير ويليام هامبلين، فإن هذه الأرقام تمثل حجمًا نظريًا للمؤسسة، بينما في الواقع، ربما لم يصل الأسطول الفاطمي إلى هذا الحجم أبدًا بسبب الخسائر في المعارك والعواصف، أو نقص الأطقم والصيانة. من ناحية أخرى، كان لدى الفاطميين سهولة الوصول إلى عدد كبير من السفن التجارية التي يمكن الاستيلاء عليها كوسيلة للنقل. وهكذا، على الرغم من أن الأساطيل الفاطمية المكونة من أكثر من 70 سفينة موثقة في المصادر خلال القرن الثاني عشر، إلا أن ثلثها فقط كان عبارة عن سفن حربية، والباقي عبارة عن سفن نقل. يقدر هامبلين أنه من بين القوة الاسمية البالغة 75 سفينة حربية، من المحتمل أن تكون هناك 15 إلى 25 سفينة متمركزة في مدن الموانئ الفلسطينية، مع بقاء 45 إلى 55 سفينة حربية في مصر، على الرغم من أن التوزيع الدقيق يمكن أن يتغير بالطبع اعتمادًا على الظروف. من ناحية أخرى، خلال النزاعات مع البيزنطيين في أواخر القرن العاشر، لا تشير المصادر إلى وجود دائم للسفن الفاطمية في الموانئ الشامية، مما يشير إلى أنها كانت تعمل من مصر فقط.
على الرغم من عدم معرفة الكثير من التفاصيل، يبدو أن البحرية المصرية في العصر الفاطمي كانت منظمة بشكل جيد. تقع المسؤولية العامة عن البحرية على عاتق أمير البحر (قائد البحر)، وهو مكتب مرتفع إلى حد ما في التسلسل الهرمي، مع تكليف الإدارة بقسم خاص (ديوان)، يُسمى بشكل مميز ديوان الجهاد. تم تمويل البحرية من عائدات العقارات الخاصة المخصصة لهذا الغرض. وبلغ إجمالي القوة البشرية حوالي 5000 رجل، مقسمين إلى نظام من الرتب البحرية مماثل لنظام الجيش، بمرتبات قدرها ديناران، وخمسة، وعشرة، وخمسة عشر، وعشرين دينارًا ذهبيًا في الشهر. بالإضافة إلى ذلك، كان للأسطول الفاطمي قوة دائمة من المشاة البحرية للقتال على متن السفن. يبدو أن الأسطول قد تم تدريبه جيدًا، على الأقل إذا كانت التقارير عن مراجعات الأسطول المفصلة التي تم فيها عرض المناورات والمناورات للخليفة مؤشرًا. هناك أيضًا أدلة على دراسة التكتيكات البحرية على أساس نظري، وقد نجت أجزاء من الأدلة البحرية المشابهة لنظيراتها البيزنطية الأكثر شهرة. من ناحية أخرى، إذا كانت الأرقام التي ذكرها القلقشندي تقترب من الواقع، ونظرًا لاحتياجات القادس من القوى العاملة، فإن 5000 رجل لم تكن كافية لطاقم الأساطيل الأكبر المذكورة في المصادر. وهذا يعني أنه في أوقات التعبئة، حدث تواجد واسع النطاق للبحارة المدنيين - كما تشير بعض المصادر بالفعل - مما قد يقلل من تماسك وفعالية البحرية إلى حد ما. بالإضافة إلى ذلك، أعاقت القوة البحرية الفاطمية القيود المفروضة على مصر نفسها: ساحل صغير به عدد قليل نسبيًا من البحارة، وعدم وجود الخشب المناسب لبناء السفن بسبب إزالة الغابات التدريجية في البلاد، والتي اكتملت بشكل أساسي بحلول القرن الثالث عشر. أدى ذلك إلى الاعتماد بشكل أكبر على غابات بلاد الشام، وخاصة جبل لبنان، ولكن الوصول إليها فُقد مع بداية الحروب الصليبية.

### العمليات البحرية

#### غزو مصر والهروب الأول إلى الشام
كان الفتح الفاطمي لمصر سريعًا: بحلول يونيو 969، وقف الجيش الفاطمي بقيادة جوهر الصقلي أمام الفسطاط، وبعد فشل القوات الإخشيدية في محاولة أخيرة لوقف الفاطميين، استسلمت المدينة ومصر معها. ولم يرد أي ذكر لنشاط البحرية أو حتى تواجدها أثناء الغزو. في ربيع عام 970، غزا الفاطميون بقيادة جعفر بن فلاح فلسطين أيضًا، وهزموا فلول الإخشيديين تحت قيادة الحسن بن عبيد الله بن طغج.
أول ذكر للنشاط البحري الفاطمي في شرق البحر الأبيض المتوسط بعد الاستيلاء على مصر جاء في النصف الثاني من عام 971، عندما حاول سرب من 15 سفينة إنقاذ قوة فاطمية محاصرة في يافا. فشلت المحاولة، حيث تم إغراق ثلاثة عشر سفينة من قبل ما تسجله المصادر على أنها بحرية قرامطة، واستولى البيزنطيون على الباقي. بعد فترة وجيزة، في يونيو/يوليو 972، وصلت ثلاثون سفينة فاطمية من إفريقية وداهمت الساحل السوري. وفي نفس الوقت تقريبًا، اصطحب الأسطول الفاطمي المعز إلى مصر. في منتصف سبتمبر 973، بينما كان المعز يتفقد الأسطول الفاطمي في القاهرة، هاجم أسطول القرامطة تينيس، لكنه فقد سبع سفن و500 رجل. وتم عرض الأسرى ورؤوس القتلى في القاهرة.

#### الصراع مع البيزنطيين في الشام
المعلومات حول أنشطة البحرية الفاطمية خلال العقود القليلة التالية قليلة، ولكن يبدو أن البحرية الفاطمية كانت غير نشطة، باستثناء حملات قصيرة خلال فترات الصراع مع البيزنطيين في سوريا. كان هذا هو الحال خلال اشتباكات 992-995 حول السيطرة على الإمارة الحمدانية في حلب. وهكذا، بالإضافة إلى نقل الإمدادات إلى قوات القائد الفاطمي مانجوتاكين، تم حشد الأسطول الفاطمي لمواجهة الأسطول البيزنطي الذي ظهر أمام الإسكندرية في مايو/يونيو 993، مما أدى إلى معركة أسر فيها الفاطميون 70 أسيرًا، أثناء وجودهم في الإسكندرية. في العام التالي، شن الفاطميون غارة بحرية عادت في يونيو/يوليو مع 100 أسير.
بعد هزيمة مانجوتاكين أمام حلب عام 995، أطلق الخليفة العزيز بالله (حكم من 975 إلى 996) عملية إعادة تسليح واسعة النطاق، والتي تضمنت بناء أسطول جديد. تم بناء ستة عشر سفينة جديدة في الترسانة، لتضاف إلى الثمانية عشر التي تم طلبها قبل عامين. ولكن بينما كان منادي المدينة ينادون الطاقم بالصعود، في 15 مايو 996، اندلع حريق دمر الأسطول والمخازن البحرية المجمعة باستثناء ستة هياكل فارغة. تم الاشتباه في حدوث عملية تخريب: تم توظيف أسرى الحرب البيزنطيين في الترسانة، وكان للتجار من أمالفي مستعمرة في المدينة. وأسفرت مذبحة مناهضة للمسيحية ضد المجتمعات المسيحية في المدينة، عن مقتل 170 شخصًا. بتوجيه من الوزير عيسى بن نسطور، بدأ العمل من جديد بإزالة الخشب من مباني العاصمة. حتى الأبواب الضخمة لدار سك العملة تمت إزالتها. على الرغم من خطط بناء عشرين سفينة، يبدو أنه تم الانتهاء من ستة فقط، اثنتان منها كانتا كبيرتين للغاية.
عادت غارة بحرية بعد فترة وجيزة، في صيف عام 996، ومعها 220 سجينًا، لكن أسطولًا مكونًا من 24 سفينة أُرسل لمساعدة قوات مانجوتاكين، التي كانت تحاصر أنتارتوس، فُقد عندما تحطم على المنحدرات البحرية في طقس سيئ. تمكن البيزنطيون في أنطاكية وحامية المدينة من استعادتهم بجهد قليل. على الرغم من هذه الكارثة، تمكن الأسطول الفاطمي في عام 997/8 من المساعدة في قمع التمرد في صور، وإحباط المحاولات البيزنطية لتقديم المساعدة للمتمردين المحاصرين هناك. وبعد إبرام اتفاقية السلام عام 1001، بدأت فترة طويلة من العلاقات السلمية، حتى هدم كنيسة القيامة عام 1015/6. وتلا ذلك فترة من الحروب المتقطعة حتى عام 1038، عندما تم توقيع اتفاقية سلام أخرى. خلال هذه الفترة، الإشارة الوحيدة إلى النشاط البحري الفاطمي كانت في عام 1024، عندما نقلت البحرية تعزيزات إلى المدن الساحلية السورية. في عام 1056، خلال صراع قصير آخر، أرسلت الإمبراطورة ثيودورا أسطولًا من 80 سفينة لتهديد الساحل السوري، لكن وفاتها بعد فترة وجيزة أدت إلى استئناف العلاقات السلمية.

#### دفاع المدن الساحلية في الشام ضد الصليبيين

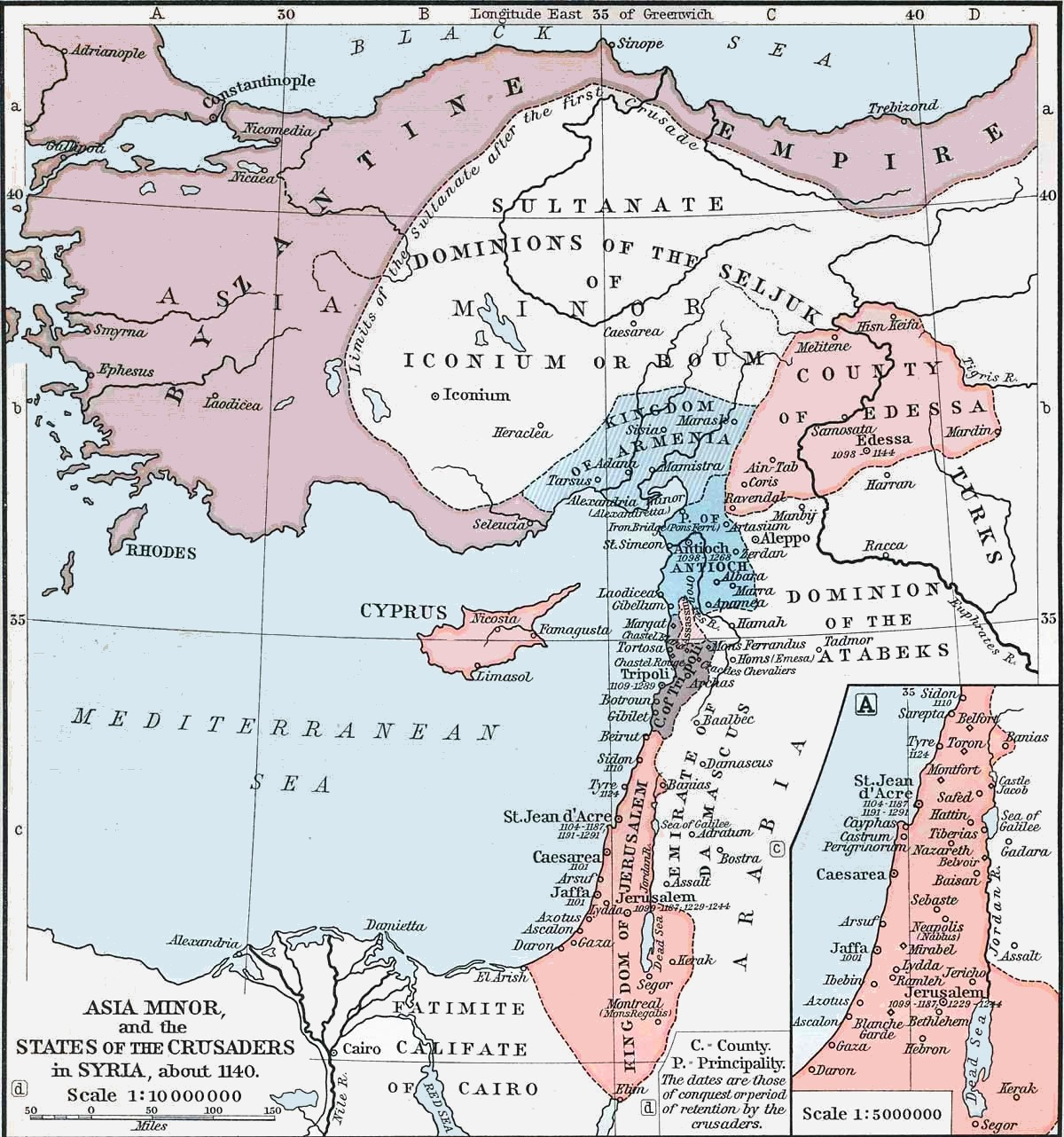
الخريطة السياسية لبلاد الشام في ق. 1140

أثناء حصار القدس من قبل الحملة الصليبية الأولى، كان الأسطول الفاطمي نشطًا في دعم الجيش البري، وحاصر السرب الجنوي الصغير في يافا. ثم دعمت الجيش البري في معركة عسقلان.
على الرغم من هزيمته في عسقلان، ظل الوزير الفاطمي الأفضل معارضًا نشطًا للصليبيين. في كل عام حتى عام 1105، أطلق قواته في حملات على فلسطين، وأجرى إصلاحات لتعزيز القوة العسكرية المصرية. ومع ذلك، يبدو أن التأثير الفعلي لهذه الإصلاحات كان ضئيلا. وهكذا في سبتمبر 1101، شارك الأسطول الفاطمي في حصار يافا. في العام التالي، تلقى الصليبيون تعزيزات كبيرة عن طريق البحر، حيث قدرت المصادر عددهم من 40 إلى 200 سفينة. لكن الكثير منهم فقدوا بسبب العواصف ونشاط القراصنة الفاطميين.
في عام 1102، أرسل الأفضل حملة برية وبحرية مشتركة بقيادة ابنه شرف المعالي لغزو فلسطين. حقق الفاطميون انتصارًا كبيرًا في معركة الرملة على الملك بلدوين الأول ملك القدس، لكن ترددهم بشأن تصرفاتهم التالية حرمهم من فرصة فريدة لتحقيق مكاسب إقليمية كبيرة. وصد شرف المعالي هجوماً للأسطول الصليبي على عسقلان، لكنه عاد إلى مصر دون أن يحقق أي شيء آخر. في ربيع عام 1103، تمكنت اثنتا عشرة سفينة من صور وصيدا من اختراق الحصار الصليبي على عكا، بينما حاصر أسطول من مصر يافا في الصيف. لكن مرة أخرى انهار التعاون بين الأسطول والجيش. بعد الانتظار لمدة عشرين يومًا خارج يافا، وعدم الرد على طلبات المساعدة المتكررة إلى عسقلان، تراجع الأميرال الفاطمي ابن قدوس.
ولكن في العام التالي، عندما وصل أسطول جنوي كبير لتعزيز حصار عكا، لم يقم الفاطميون بأي محاولة أخرى لكسر الحصار، مما أدى إلى استسلام المدينة. شن الفاطميون هجومًا مرة أخرى على يافا عام 1105، لكن الأسطول غادر إلى صور وصيدا بعد هزيمة الجيش البري، ووقع في عاصفة جرفت 25 سفينة إلى الشاطئ وأغرقت أخرى. في عام 1106 ومرة أخرى في عام 1108، شن الصليبيون هجمات على صيدا. وفي المحاولة الأخيرة تمكن الأسطول الفاطمي من هزيمة السفن الحربية الإيطالية المساندة للصليبيين. أدى الانتصار الفاطمي، إلى جانب وصول القوات الدمشقية، إلى فشل الحصار.
عندما شن الصليبيون هجومهم الأخير على طرابلس عام 1109، تأخر الأسطول الفاطمي بسبب التردد - ربما بسبب وجود أسطول جنوي قوي - والرياح المعاكسة، بحيث وصل بعد ثمانية أيام فقط من غزو المدينة. سقط. تم تفريغ الإمدادات بين المدن الساحلية الأخرى التي كانت لا تزال في أيدي الفاطميين، وعاد الأسطول إلى مصر في نفس الصيف. في عام 1110، هاجم الصليبيون بيروت. 19 تمكنت السفن الفاطمية من اختراق بيروت، فهزمت واستولت على بعض السفن المسيحية التي كانت تحاصرها، لكن وصول الأسطول الجنوي احتجزها داخل المرفأ، مما أجبر أطقمها على القتال إلى جانب السكان على الأسوار حتى سقطت المدينة. . في نفس الخريف، حاصر الصليبيون صيدا بمساعدة الأسطول النرويجي الذي وصل حديثًا والذي يتكون من 55-60 سفينة. إن وجود هذا الأسطول القوي، والخسائر التي تكبدتها في بيروت، فضلاً عن تأخر الموسم ومخاطر الإبحار في الشتاء، أجبرت البحرية الفاطمية، على الرغم من رسوها في مدينة صور القريبة، على عدم محاولة مساعدة المدينة المحاصرة التي سقطت. في 4 ديسمبر. ليس هذا فحسب، بل نظرًا لعدم قدرة الفاطميين على توفير مرافقة بحرية، استولت السفن الحربية المسيحية على العديد من السفن التجارية الإسلامية قبالة الساحل المصري في تانيس ودمياط في نفس الصيف.
عاد الأسطول الفاطمي إلى نشاطه مرة أخرى في عام 1112، عندما جلب المؤن والحبوب إلى صور للحامية والسكان، والتي، على الرغم من أنها كانت ملكية فاطمية، كانت في الواقع تحت سيطرة الحاكم التركي لدمشق. وصل الأسطول في منتصف يوليو، وعاد إلى مصر في سبتمبر. في عام 1115، بينما كان الملك بلدوين الأول ملك القدس يقوم بحملة في شمال سوريا، أطلق الفاطميون مرة أخرى محاولة فاشلة للاستيلاء على يافا، وحشدوا حوالي 70 سفينة. تمت تعبئة البحرية عام 1118 لدعم الجيش البري، لكن الأخير ظل غير نشط. على الرغم من أن الأسطول أبحر إلى صور وعسقلان، إلا أنه لم يُعرف أي اشتباكات بحرية. في عام 1122، استعاد الفاطميون السيطرة على صور، حيث أثار الحكم الاستبدادي للحاكم التركي معارضة السكان: وصل الأسطول الفاطمي إلى المدينة وأسر الحاكم إلى مصر، بينما قام بتجديد إمدادات الحبوب في المدينة. وعلى الرغم من نجاحه، إلا أنه كان يعني أيضًا قطع العلاقات مع دمشق.
في أوائل عام 1123، شن الفاطميون هجومًا آخر على يافا، وهي العملية التي وفقًا ليعقوب ليف تقدم مثالًا نموذجيًا على عدم فعالية الجيش الفاطمي في هذه الفترة. تم تشكيل جيش كبير وتجهيزه بشكل رائع، وكان برفقته أسطول مكون من 80 سفينة تحمل معدات الحصار والقوات. في الوقت نفسه، كان سرب آخر يقوم بغارات ضد الشحن المسيحي. حوصرت يافا لمدة خمسة أيام، ولكن بعد ذلك وصل الجيش الصليبي وكان لا بد من رفع الحصار. ثم هُزم الجيش البري الفاطمي في معركة يبنة تاركًا الأسطول الفاطمي يبحر باتجاه عسقلان. وفي الوقت نفسه تقريبًا، في أواخر شهر مايو، وصل أسطول البندقية الكبير المكون من 200 سفينة إلى الأراضي المقدسة، وشرع في ملاحقة الأسطول الفاطمي. بعد أن فوجئوا بالقرب من المياه الضحلة في 30 مايو 1123، تكبد الفاطميون خسائر فادحة، وتم الاستيلاء على العديد من السفن. لم يذكر المؤرخون المسلمون عن هذه المعركة، وبدلاً من ذلك ركزوا على صد الهجوم البيزنطي-البندقي على الإسكندرية، وعودة الأسطول من الغارة مع ثلاث سفن تم الاستيلاء عليها. أتبع البنادقة انتصارهم بمساعدة الصليبيين في محاصرة صور، التي سقطت بعد خمسة أشهر في يوليو 1124. فشل الفاطميون في إرسال أي مساعدة على الإطلاق إلى المدينة. في عام 1125، تم إرسال أسطول كبير مكون من 22-24 سفينة حربية و53 سفينة أخرى للإغارة على شواطئ المشرق وقبرص. لم تفشل في الاشتباك مع أي أهداف مهمة فحسب، بل فقدت أيضًا جزءًا من طاقمها عندما هبطت للعثور على الماء.

#### أغنية السنان في البحرية الفاطمية: 1150s و 1160s
بعد هذه الهزائم امتنع الفاطميون عن القيام بأي عمل ضد مملكة القدس الصليبية، ولم يسمع أي شيء عن البحرية الفاطمية حتى عام 1151/2. في ذلك العام، ردًا على نهب الصليبيين للفرما، قام الوزير ابن السلار بتجهيز أسطول - بتكلفة قيل إنها 300 ألف دينار - لمداهمة السفن المسيحية من يافا إلى طرابلس. من الواضح أن الغارة كانت ناجحة، حيث تم الاستيلاء على العديد من السفن البيزنطية والصليبية. في عام 1153، حاصر الصليبيون عسقلان. تم حشد البحرية الفاطمية لنقل الإمدادات والتعزيزات إلى المدينة المحاصرة، لكن هذا لم يتمكن من منع سقوطها في 22 أغسطس. وعلى الرغم من خسارة هذه القاعدة المهمة، ظلت البحرية الفاطمية نشطة قبالة سواحل الشام في السنوات التالية: تمت مداهمة ميناء صور بنجاح عام 1155/6، وفي العام التالي ظهر الأسطول المصري قبل عكا وبيروت. تم تنظيم المزيد من حملات الإغارة في عام 1157، عندما عاد الأسطول إلى مصر ومعه 700 سجين. وفي عام 1158، عندما أغار سرب من خمس قوادس على السفن المسيحية، وشارك سرب الإسكندرية أيضًا في غارات.
عندما استولى الصليبيون بقيادة الملك أمالريك ملك القدس على بلبيس، ذُكر أن أسطولًا مكونًا من 20 قادسًا و10 حراقات (سفن مجهزة بالنيران اليونانية) يعمل على نهر النيل. عندما أشعل الوزير شاور النار في الفسطاط في نوفمبر 1168، تم تدمير الترسانة ومعظم الأسطول الباقي أيضًا، على الرغم من أن بعض السفن والمنشآت البحرية ربما نجت في الإسكندرية ودمياط، لتشكل أساس ولادة الأسطول المصري من جديد. تحت صلاح الدين.

## الإستراتيجية البحرية واللوجستيات والتكتيكات

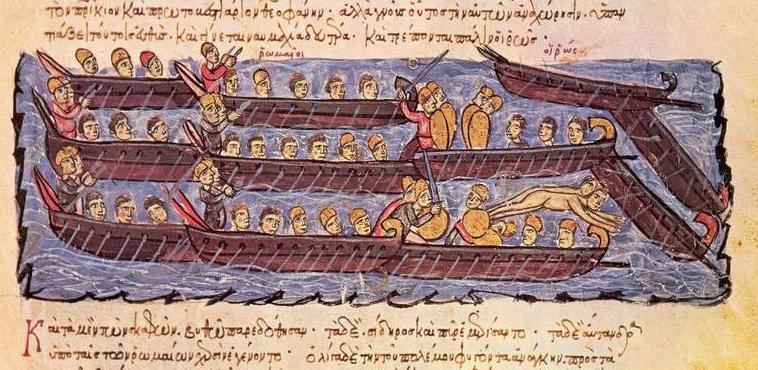
صورة لمعركة بحرية في القرن العاشر من مدريد سكايليتزالسماء في مدريد

واجهت العمليات البحرية القديمة والعصور الوسطى قيودًا شديدة، مقارنة بالقوات البحرية الحديثة، نتيجة للقيود التكنولوجية المتأصلة في الأساطيل القائمة على القادس. لم تكن القوادس قادرة على التعامل بشكل جيد مع المياه الهائجة، ومن الممكن أن تغمرها الأمواج، الأمر الذي قد يكون كارثيًا في البحر المفتوح؛ التاريخ مليء بالحالات التي غرقت فيها أساطيل القوادس بسبب سوء الأحوال الجوية (على سبيل المثال الخسائر الرومانية خلال الحرب البونيقية الأولى). لذلك كان موسم الإبحار مقيدًا عادةً من منتصف الربيع إلى سبتمبر. كانت سرعة إبحار المطبخ التي يمكن الحفاظ عليها، حتى عند استخدام الأشرعة، محدودة، وكذلك كمية الإمدادات التي يمكن أن تحملها. كان الماء على وجه الخصوص، باعتباره مصدر "الوقود" للمطبخ، ذا أهمية حاسمة. ومع مستويات الاستهلاك المقدرة بـ 8 لترات يوميًا لكل مجدف، كان توفرها عاملاً تشغيليًا حاسمًا في سواحل شرق البحر الأبيض المتوسط التي غالبًا ما تكون شحيحة المياه ومشمسة. تشير التقديرات إلى أن القوادس الصغيرة كانت قادرة على حمل ما يكفي من الماء لمدة 4 أيام تقريبًا. على نحو فعال، كان هذا يعني أن الأساطيل المكونة من قوادس كانت محصورة في الطرق الساحلية، وكان عليها أن تهبط بشكل متكرر إلى اليابسة لتجديد إمداداتها وإراحة أطقمها. واجه الفاطميون عيبًا خاصًا في هذه المنطقة، نظرًا لنقص الأخشاب، يبدو أنهم استخدموا الجرار بدلاً من البراميل لحمل الماء، مما جعلهم في وضع غير مؤات: نظرًا لشكلها، احتلت الجرار مساحة أكبر لأنها كانت أكبر حجمًا. هشة ويجب تخزينها في وضع مستقيم ومبطنة بالفرش؛ كما كان التعامل معها وإعادة تعبئتها أكثر صعوبة بكثير. وكما أوضح جون بريور، لهذه الأسباب لم تتمكن الأساطيل المتمركزة في مصر من اعتراض السفن الصليبية بشكل فعال بين قبرص وفلسطين.
لذلك كانت الحرب البحرية في البحر الأبيض المتوسط في العصور الوسطى ساحلية وبرمائية في الأساس، وكان الهدف منها الاستيلاء على الأراضي أو الجزر الساحلية، وليس لممارسة "السيطرة البحرية" كما هو مفهوم اليوم. علاوة على ذلك، وبعد التخلي عن الكبش، وهو السلاح الحقيقي الوحيد المتاح لقتل السفن قبل ظهور البارود والقذائف المتفجرة، أصبح القتال البحري، على حد تعبير جون بريور، "أكثر صعوبة في التنبؤ. ولم يعد من الممكن لأي أحد أن يتنبأ به". تأمل القوة في الحصول على مثل هذه الميزة في الأسلحة أو مهارات الأطقم بحيث يمكن توقع النجاح. ليس من المستغرب إذن أن تؤكد الكتيبات البيزنطية والعربية على التكتيكات الحذرة، مع إعطاء الأولوية للحفاظ على الأسطول الخاص بالفرد، والحصول على معلومات استخباراتية دقيقة، غالبًا من خلال استخدام جواسيس يتظاهرون بأنهم تجار. تم التركيز على تحقيق المفاجأة التكتيكية، وعلى العكس من ذلك، تجنب الوقوع على حين غرة من قبل العدو. ومن الناحية المثالية، كان من المقرر أن تخوض المعركة فقط عندما يتم التأكد من التفوق بفضل الأعداد أو التصرف التكتيكي. تم التأكيد على الحفاظ على تشكيل جيد التنظيم. بمجرد أن أصبحت الأساطيل قريبة بدرجة كافية، بدأ تبادل الصواريخ، بدءًا من المقذوفات القابلة للاحتراق إلى السهام والرماح. لم يكن الهدف إغراق السفن، بل استنزاف صفوف أطقم العدو قبل عمليات الصعود التي حسمت النتيجة.

## السفن والأسلحة
لا يزال بناء السفن الإسلامية المبكرة يكتنفه الغموض، حيث لم يبق أي تمثيل مصور قبل القرن الرابع عشر. وبما أن المسلمين الأوائل اعتمدوا على مهارات وتقنيات بناء السفن التي امتلكتها الشعوب البحرية التي قاموا بغزوها، فمن المفترض عمومًا أن سفنهم كانت مشابهة لنظيراتهم البيزنطية. ومن ثم فمن الواضح أن الدرومون البيزنطي هو أصل الكلمة العربية أدرومونون، والكلانديون هو النظير للغة العربية الشلاندي. يبدو أن الاختلاف الوحيد هو أن السفن الحربية الإسلامية كانت، وفقًا لبعض الكتيبات البيزنطية، بشكل عام أكبر وأبطأ من السفن البيزنطية، مما قد يشير إلى اختلافات في البناء، أو نتيجة استخدام أنواع مختلفة من الخشب. كما هو الحال مع البيزنطيين، غالبًا ما يتم استخدام المصطلحين أدرومونون وشلاندي بالتبادل، جنبًا إلى جنب مع المصطلحات العامة شيني ('القادس') ومركب حربي أو أساتيل ('سفينة حربية'). تعتبر التفسيرات البديلة أن الشيني - الذي يظهر كمصطلح متأخر نسبيًا ويرتبط بشكل خاص بسواحل بلاد الشام وشمال إفريقيا - نوع مختلف وأكبر من السفن من الشلندي الشائع. يسجل المسؤول والكاتب في العصر الأيوبي ابن ماماتي أن السفينة كانت تحتوي على 140 مجذافًا، وكان بها صاري واحد به شراعان أو ثلاثة أشرعة متأخرة. على عكس السفن الحربية في العصور القديمة، لم تكن السفن العربية والبيزنطية في العصور الوسطى تحتوي على كباش، وكانت الوسيلة الأساسية للقتال من سفينة إلى سفينة هي عمليات الصعود وإطلاق الصواريخ، بالإضافة إلى استخدام المواد القابلة للاشتعال مثل النيران اليونانية.
تم تسمية سفن النقل من عصر صلاح الدين بشكل مختلف في المصادر: سفون، وهو نوع من السفن التي تحمل محركات الحصار وغيرها من البضائع السائبة؛ الهملة، ربما أصغر من السفون، وتم تسجيلها على أنها تحمل الرجال والإمدادات، بما في ذلك الحبوب؛ والمسطّحة غير المعروفة (السفينة المسطحة)، والتي قيل في إحدى المرات إنها كانت تحمل على متنها 500 شخص.

## الإشارات
- Hathaway 2012, p. 97.
- ^ Kennedy 2007, pp. 325–332.
- ^ Pryor & Jeffreys 2006, pp. 25–27, 31–.
- ^ Kennedy 2007, pp. 332–334.
- ^ Pryor & Jeffreys 2006, pp. 28–30, 31–33.
- ^ Pryor & Jeffreys 2006, pp. 33, 41, 45.
- ^ Pryor & Jeffreys 2006, pp. 46–47, 62–63.
- ^ Lev 1984, pp. 223–226.
- ^ Pryor & Jeffreys 2006, pp. 47–48, 64–65, 68.
- ^ Lev 1984, pp. 226–227.
- ^ تعدى إلى الأعلى ل:a b Canard 1965, p. 850.
- ^ Canard 1965, pp. 850–852.
- ^ Canard 1942–1947, pp. 158–162.
- ^ تعدى إلى الأعلى ل:a b c Lev 1984, pp. 227–228.
- ^ Canard 1965, pp. 853–857.
- ^ Bramoullé 2007, pp. 4–5.
- ^ Halm 1991, p. 138.
- ^ Brett 2017, p. 35.
- ^ Canard 1965, p. 852.
- ^ تعدى إلى الأعلى ل:a b Lev 1984, p. 234.
- ^ Lev 1995, pp. 191–192.
- ^ Lev 1995, p. 193.
- ^ Lev 1995, pp. 194–195.
- ^ Canard 1942–1947, p. 188.
- ^ Eickhoff 1966, pp. 355–356.
- ^ Lev 1995, pp. 195–196.
- ^ Lev 1995, pp. 196–197.
- ^ Lev 1995, pp. 197–198.
- ^ Ehrenkreutz 2004, p. 120.
- ^ تعدى إلى الأعلى ل:a b Lev 1984, p. 244.
- ^ Bramoullé 2007, pp. 12–13.
- ^ Halm 1991, p. 194.
- ^ Halm 1991, p. 195.
- ^ تعدى إلى الأعلى ل:a b Halm 1991, p. 198.
- ^ Lev 1984, p. 246.
- ^ Bramoullé 2007, p. 14.
- ^ Lev 1984, p. 245.
- ^ Lev 1984, pp. 245–246.
- ^ Lev 1984, p. 248.
- ^ Lev 1984, pp. 248–249.
- ^ Lev 1984, pp. 249–250.
- ^ Lev 1984, pp. 228–229.
- ^ Lev 1984, p. 229.
- ^ Halm 1991, pp. 165–166.
- ^ تعدى إلى الأعلى ل:a b Lev 1984, pp. 229–230.
- ^ Bianquis 1998, pp. 110, 111.
- ^ Brett 2001, pp. 140–141, 147.
- ^ تعدى إلى الأعلى ل:a b c d e Lev 1984, p. 231.
- ^ تعدى إلى الأعلى ل:a b Lev 1984, p. 230.
- ^ Bianquis 1998, pp. 110, 111–112.
- ^ Halm 1996, pp. 208–212.
- ^ Halm 1991, pp. 213–214.
- ^ تعدى إلى الأعلى ل:a b c d Halm 1991, p. 214.
- ^ تعدى إلى الأعلى ل:a b c d Lev 1984, p. 232.
- ^ Halm 1991, pp. 214–215.
- ^ تعدى إلى الأعلى ل:a b Halm 1991, p. 215.
- ^ Lev 1984, pp. 232–233.
- ^ Brett 2001, pp. 165–170.
- ^ Lev 1984, p. 233.
- ^ Halm 1991, p. 295.
- ^ Lev 1984, pp. 233–234.
- ^ Brett 2001, p. 185.
- ^ Halm 1991, pp. 295–296.
- ^ Halm 1991, p. 297.
- ^ Halm 1991, pp. 297–298.
- ^ Halm 1996, pp. 334–335.
- ^ Halm 1996, pp. 393–394.
- ^ Lev 1984, pp. 234–235.
- ^ Halm 1996, p. 394.
- ^ تعدى إلى الأعلى ل:a b Lev 1984, p. 235.
- ^ Brett 2001, p. 241.
- ^ Halm 1996, pp. 394–396, 403–404.
- ^ Lev 1984, p. 236.
- ^ Halm 1996, pp. 404–405.
- ^ Eickhoff 1966, pp. 343, 362.
- ^ Eickhoff 1966, pp. 343–351.
- ^ Halm 1996, pp. 405–407.
- ^ Lev 1984, pp. 235–236.
- ^ Lev 1984, p. 237.
- ^ Blankinship 1994, pp. 72–73.
- ^ Blankinship 1994, p. 192.
- ^ Kubiak 1970, pp. 49–51.
- ^ Lev 1984, pp. 224–225.
- ^ Kubiak 1970, pp. 55–64.
- ^ تعدى إلى الأعلى ل:a b c d Lev 1984, p. 241.
- ^ Lev 1984, pp. 237–238.
- ^ Lev 1995, pp. 198–199.
- ^ Lev 1984, p. 239.
- ^ Lev 1995, p. 199.
- ^ Lev 1995, pp. 199–205.
- ^ Lev 1995, pp. 205–208.
- ^ Lev 1999–2000, pp. 273–274.
- ^ Lev 1999–2000, pp. 274–275.
- ^ Lev 1984, pp. 243–244, 252.
- ^ Kennedy 2004, pp. 325–326.
- ^ Lev 1984, pp. 243–244.
- ^ تعدى إلى الأعلى ل:a b Lev 1984, p. 252.
- ^ Lev 1984, pp. 240–241.
- ^ Canard 1965, pp. 857–858.
- ^ تعدى إلى الأعلى ل:a b Canard 1965, p. 854.
- ^ Halm 2014, p. 17.
- ^ Lev 1999–2000, pp. 275–276.
- ^ Lev 1987, pp. 347–353.
- ^ Hamblin 1986, pp. 77–79.
- ^ Pryor 1988, p. 124.
- ^ تعدى إلى الأعلى ل:a b c Halm 2014, p. 102.
- ^ Lev 1990, pp. 257–258.
- ^ تعدى إلى الأعلى ل:a b Hamblin 1986, p. 79.
- ^ Hamblin 1986, pp. 79–80.
- ^ Lev 1990, p. 258.
- ^ Pryor 1988, pp. 116–122.
- ^ Hamblin 1986, pp. 80–81.
- ^ Lev 1999, pp. 161–162, 166ff..
- ^ Pryor 1988, p. 125.
- ^ تعدى إلى الأعلى ل:a b c d e Lev 1999, p. 161.
- ^ Halm 2003, pp. 34–35.
- ^ Halm 2003, p. 204.
- ^ تعدى إلى الأعلى ل:a b Lev 1999, pp. 161–162.
- ^ Hamblin 1986, pp. 77–78.
- ^ Lev 1999, p. 162.
- ^ تعدى إلى الأعلى ل:a b c d Hamblin 1986, p. 78.
- ^ تعدى إلى الأعلى ل:a b Lev 1999, p. 171.
- ^ تعدى إلى الأعلى ل:a b Hamblin 1986, p. 77.
- ^ Lev 1999–2000, p. 278.
- ^ Hamblin 1986, pp. 78–79.
- ^ Bianquis 1998, p. 118.
- ^ Brett 2001, pp. 295–303.
- ^ تعدى إلى الأعلى ل:a b c d e Lev 1984, p. 240.
- ^ Brett 2001, pp. 311–312.
- ^ Halm 2003, pp. 96–97.
- ^ تعدى إلى الأعلى ل:a b c Lev 1984, p. 242.
- ^ Halm 2003, pp. 163–164.
- ^ Halm 2003, p. 165.
- ^ تعدى إلى الأعلى ل:a b c Canard 1965, p. 855.
- ^ Lev 1984, pp. 242–243.
- ^ Lev 1984, p. 243.
- ^ Halm 2003, pp. 382–383.
- ^ Pryor 1988, p. 114.
- ^ Hamblin 1986, p. 81.
- ^ Lev 1991, p. 55.
- ^ Halm 2014, p. 101.
- ^ Lev 1991, pp. 100–102.
- ^ تعدى إلى الأعلى ل:a b c d e f g h i j k Hamblin 1986, p. 82.
- ^ Halm 2014, pp. 101–102.
- ^ تعدى إلى الأعلى ل:a b c Lev 1991, p. 109.
- ^ Lev 1991, pp. 109–110.
- ^ Lev 1991, p. 110.
- ^ Lev 1991, pp. 110–111.
- ^ Halm 2014, p. 107.
- ^ تعدى إلى الأعلى ل:a b c d e Hamblin 1986, p. 83.
- ^ تعدى إلى الأعلى ل:a b Lev 1991, p. 111.
- ^ Halm 2014, p. 159.
- ^ Lev 1991, pp. 102–103, 111–112.
- ^ Halm 2014, pp. 159–160.
- ^ Lev 1991, pp. 112–113.
- ^ تعدى إلى الأعلى ل:a b c Lev 1991, p. 113.
- ^ Lev 1991, pp. 103, 113.
- ^ Lev 1991, pp. 113–114.
- ^ Ehrenkreutz 2004, p. 121.
- ^ تعدى إلى الأعلى ل:a b Pryor 1988, p. 70.
- ^ Pryor 1995, p. 209.
- ^ Pryor 1988, pp. 71–77.
- ^ Pryor & Jeffreys 2006, pp. 354, 356–357.
- ^ Pryor & Jeffreys 2006, p. 360.
- ^ Dotson 1995, pp. 219–220.
- ^ Pryor 1988, pp. 80–82.
- ^ Pryor 1988, pp. 113–119.
- ^ Pryor & Jeffreys 2006, pp. 388–389.
- ^ Pryor & Jeffreys 2006, p. 383.
- ^ Pryor & Jeffreys 2006, p. 387.
- ^ Pryor & Jeffreys 2006, pp. 387–392.
- ^ Pryor & Jeffreys 2006, p. 99–400, 402.
- ^ Pryor 1988, p. 62.
- ^ Agius 2001, pp. 49–60.
- ^ Agius 2001, pp. 57–59.
- ^ Hocker 1995, p. 99.
- ^ Lev 1999, p. 181.

## المزيد من القراءة
- Rapoport، Yossef (2011). "وجهة النظر من الجنوب: خرائط كتاب الفضول والثورة التجارية في القرن الحادي عشر". في ر. مارغريتي؛ A. Sabra؛ P. Sijpesteijn (المحررون). تاريخ الشرق الأوسط: دراسات في مجتمع الشرق الأوسط واقتصاده وقانونه تكريمًا لـ آل أودوفيتش. ليدن: بريل. ص. 183–212. ISBN:978-9004214736.